# Yudhi Sulistianto Wahid
Yudhi Sulistianto Wahid (ur. 22 sierpnia 1972) – indonezyjski judoka. Olimpijczyk z Barcelony 1992, gdzie zajął 22 miejsce w wadze lekkiej.
Uczestnik mistrzostw świata w 1995 roku.

## Letnie Igrzyska Olimpijskie 1992
| Konkurencja | Eliminacje           | Klas. końcowa |
| Konkurencja | Przeciwnik I         | Miejsce       |
| ----------- | -------------------- | ------------- |
| 71 kg       | Josef Věnsek (TCH) P | 22.           |